# دلقک‌ها (فیلم ۱۳۸۸)
دلقک‌ها فیلمی به کارگردانی عباس مرادیان و نویسندگی مهدی غلام حیدری، عباس مرادیان ساختهٔ سال ۱۳۸۸ است.

## بازیگران
- حامد کمیلی
- شهرام قائدی
- بهنوش بختیاری
- امیر نوری
- رابعه اسکویی
- مهران رجبی
- کاظم افرندنیا
- کیانوش گرامی
- احمد پورمخبر
- امیر ابراهیمی
- مرتضی کاظمی
- رضا درگزی
- آرش روشن